# Санчита-карма
Санчи́та-ка́рма (IAST: Sañcita-karma) — один из трёх видов кармы в индуизме. Представляет собой накопленную карму (как плохую, так и хорошую), которую индивид наследует из своей прошлой жизни и переносит в своё следующее воплощение в круговороте рождения и смерти самсаре.